# نشان پستی ژاپن

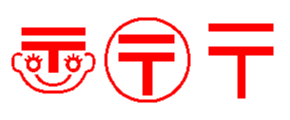
چند نسخه مختلف از این نشان

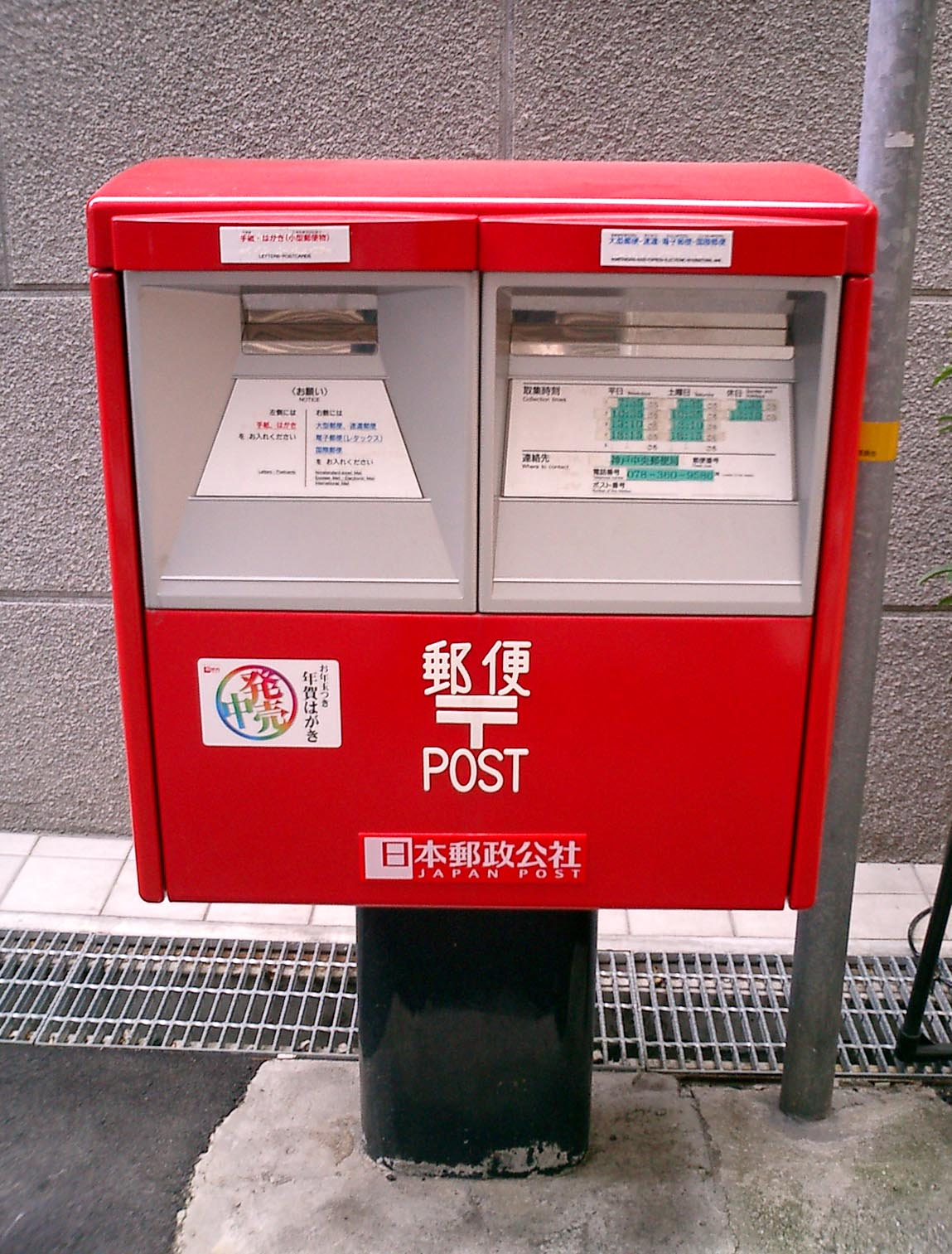
یک صندوق پستی در ژاپن

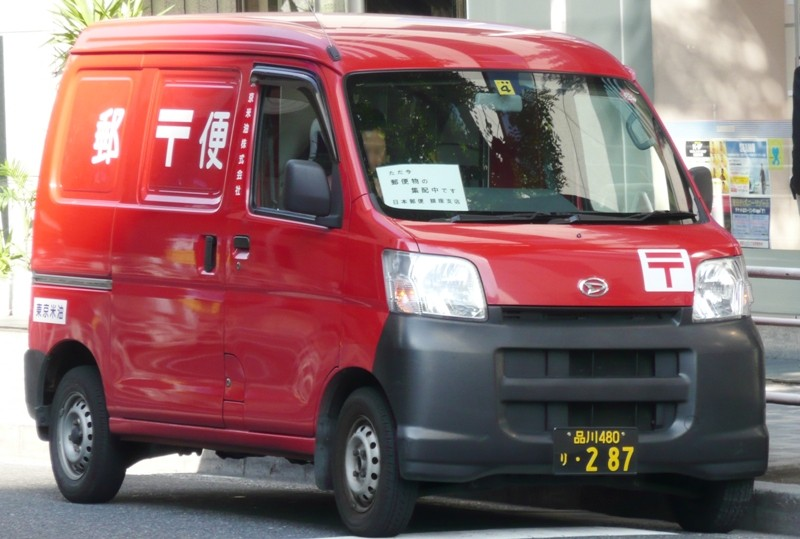
یک ماشین حمل نامه‌های اداره پست

〒 (به ژاپنی: 郵便マーク) (یوبین ماکو) نشان خدمات پستی ژاپن است. به عنوان نماد کد پستی نیز بکار می‌رود. این نشان از واج کاتاکانای テ با تلفظ te در کلمه تشین (به ژاپنی: 逓信) (به معنی ارتباطات) گرفته شده‌است. تاریخ استفاده از این نشان به پیش از جنگ جهانی دوم برمی‌گردد که حروف کاتاکانا از کلمات کانجی شناخته‌شده‌تر بودند.
برای مشخص کردن یک کد پستی، ابتدا این نشان آمده و سپس کد پستی را می‌نویسند. به عنوان مثال، منطقه‌ای در مگورو، توکیو را با کد پستی 〒153-0061 مشخص می‌نمایند. استفاده اینچنینی از این نشان باعث شده که در کدبندی نویسه زبان ژاپنی برای کامپیوترها و نیز یونیکد راه یابد.
از این نشان، برای مشخص کردن کد پستی آدرس‌ها استفاده می‌شود و اگر در دور آن دایره‌ای وجود داشته باشد برای مشخص کردن دفتر پستی در نقشه‌ها استفاده می‌شود.

## یونیکد
- 〒 یونیکد: U+3012
- 〠 یونیکد: U+3020
- 〶 یونیکد: U+3036